# Nicolas Bourbon (1574-1644)
Pour les articles homonymes, voir Nicolas Bourbon et Bourbon.
Nicolas Bourbon, dit parfois « le jeune » pour le distinguer de son grand-oncle Nicolas Bourbon « l'ancien », né à Vendeuvre-sur-Barse en 1574 et mort à Paris le 6 août 1644, est un homme d'Église et poète français néolatin.

## Sa vie et son œuvre
Fils de médecin, il est élève de Jean Passerat, qui lui enseigne les belles-lettres. Il enseigne à son tour la rhétorique dans plusieurs collèges avant d'être nommé professeur au Collège royal, où il occupe la chaire de grec de 1611 à 1620 et où il a notamment pour élève Jean Chapelain. Chanoine d'Orléans et de Langres, il entre en 1630 à la Congrégation de l'Oratoire, où se réunit autour de lui une petite académie savante, fréquentée notamment par Gassendi, dont les discussions formeront la matière d'un recueil d'anecdotes historiques et littéraires assemblées par Guy Patin. En 1637, Nicolas Bourbon est élu membre de l'Académie française.
Il écrit en latin sous le nom de Nicolaus Borbonius ou sous les pseudonymes de Horatius Gentilis et de Petrus Mola. Ainsi, dans le recueil L’histoire de Pierre de Montmaur, professeur royal en langue grecque dans l’Université de Paris, par Albert-Henri de Sallengre, on lit son Horatii Gentilis Perusini de Mamurio dictatore dirigé contre le parasite Pierre de Montmaur qu'il qualifie de "dictator parasiticæ artis". Il se fait d'abord connaître par ses Dirae in parricidam, dont deux traductions, intitulées Exécrations sur le détestable parricide et Imprécations et furies contre le parricide commis en la personne sacrée de Henry IV, très-chrestien roy de France et de Navarre, paraissent en 1610. Ses poèmes sont en partie réunis dans Poemata, publié en 1630, puis réédités à titre posthume en 1651, avec des lettres et des traductions du grec, sous le titre Opera omnia.
Paul Pellisson a dit de lui qu'il « fut estimé du Public le meilleur Poëte latin de son siècle ; & sa prose, quoiqu’elle ait fait moins de bruit, ne mérite peut-être pas moins de louanges que ses vers. »